# Gargetta lithosidia
Gargetta lithosidia är en fjärilsart som beskrevs av George Francis Hampson 1895. Gargetta lithosidia ingår i släktet Gargetta och familjen tandspinnare. Inga underarter finns listade i Catalogue of Life.